# Авіапоштова наклейка

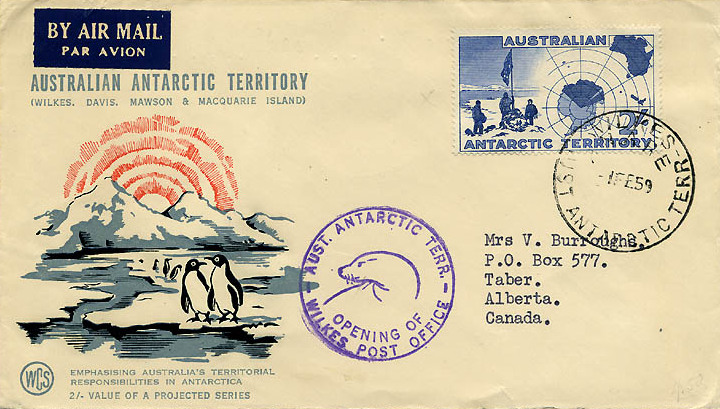
У верхньому лівому куті конвертe, відправленого до 1959 року з Австралійської антарктичної території в Канаду, наклеєний темно-синій авіапоштовий ярлик

Авіапоштова наклейка, або авіапоштовий ярлик, — поштова наклейка, що вказує на пересилку листа або іншого поштового відправлення авіапоштою.

## Історія і опис
Застосування авіапоштових наклейок було викликане стрімким розвитком авіапоштових послуг в різних країнах в 1910—1920-ті роки XX-го ст. Наприклад, в Нідерландах подібні наклейки з'явилися в 1926 році, а в 1929 році Всесвітній поштовий союз (ВПС) зобов'язав використовувати однотипний дизайн наклейок — синьо-блакитний колір і напис двома мовами: мовою країни-відправника і по-французьки фр. «PAR AVION».
Як правило, наклейки мають форму витягнутого прямокутника блакитного або синього кольору з написом білого кольору фр. «PAR AVION» і (або) англ. «BY AIR MAIL», «АВИА» або на іншій державній мові відповідної країни. Проте в різний час і готелі друкували наклейки витонченіших малюнків і з додатковим текстом рекламного або інформаційного характеру. Деякі з них мали досить привабливий дизайн.
Правила ВПС щодо авіапоштових наклейок були порушені поштовим відомством США, яке якийсь час назад використовувала лише англійський напис, — англ. «AIR MAIL». Крім того, в цій країні наклейки друкувалися двобарвні — червоно-сині і містили зображення «Боинга-707». Наклейки США останніх років повністю відповідають рекомендаціям ВПС.

## Виготовлення і застосування
Оскільки авіпоштові наклейки є, перш за все, вказівкою для поштових службовців і не мають грошової вартості, немає потреби в такому строгому контролі за їх друком і розподілом, який здійснюється у відношенні поштових марок, і в більшості випадків вони друкуються в приватних друкарнях.
Авіапоштову наклейку можна не наклеювати, якщо на конверті наклеєні авіапоштові марки. Інколи навіть в цьому немає необхідності у випадку, якщо вся закордонна пошта перевозиться по повітрю. Крім того, на авіапоштових конвертах ярлик нерідко заздалегідь надрукований друкарським способом, що відміняє потребу використання власне авіапоштові наклейки.

## Каталоги авіапоштових наклейок
Найбільш ранній каталог авіапоштових наклейок був виданий французькою мовою Бібліотекою досліджень (англ. Philatelic Research Library) філателій при Американській філателійній спілці. Його укладач — Френк Мюллер (англ. Frank Muller). У 1947 році вийшло друге видання цього каталога.
Нещодавно в США група по вивченню поштових наклейок (англ. Postal Label Study Group) опублікувала «Каталог авіапоштових наклейок Майра» («англ. Mair Airmail Label Catalog») — 627-сторінкову працю, в якій представлено 3289 видів наклейок з 201 держави. Є сім додатків до цього каталога, який редагується Гюнтером Майром з Німеччини.

Авіапоштові наклейки деяких країн світу
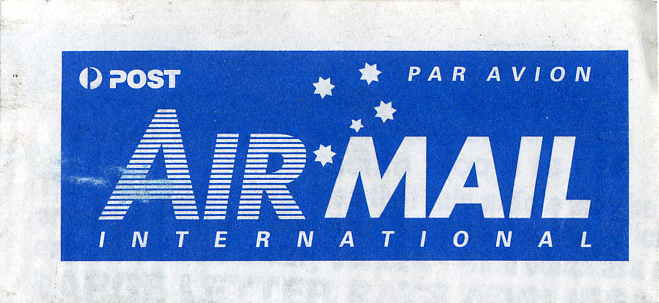
Австралія
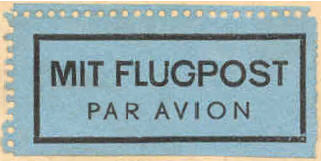
Німеччина
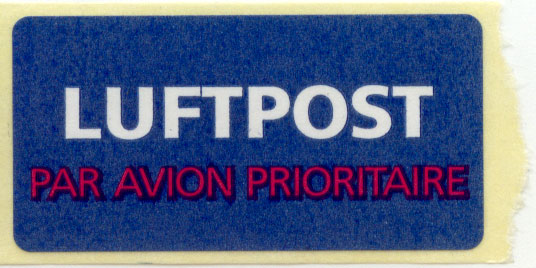
Німеччина